# Inside Indonesia
Inside Indonesia est une publication trimestrielle australienne.

## Historique
Inside Indonesia a été créée en 1983 à Melbourne par l'Indonesian Resources and Information Program (IRIP), qui regroupe des chercheurs et des militants intéressés par l'Indonésie, à une époque où les médias in australiens fournissaient très peu d'information sur ce pays. Leur objectif était en particulier d'informer sur le nombre grandissant d'individus et organisations indonésiens qui œuvraient pour un changement social et politique dans le contexte répressif du régime Soeharto.
Inside Indonesia a été publié sous forme papier jusqu'en mars 2007, pour passer ensuite en ligne.

## Objectif
Inside Indonesia souhaite donner une image de l'Indonésie qui aille au-delà de celle créée par les médias dominants. La publication traite principalement de sujets comme les droits de l'Homme, l'environnement, la société et la politique, sans exclure d'autres sujets. 